# Sleepless Empire
Sleepless Empire è il decimo album in studio della band italiana Lacuna Coil, pubblicato il 14 febbraio 2025.
Il disco segna il ritorno della band metal milanese a sei anni dal precedente album di inediti Black Anima e per la terza volta vede il bassista del gruppo Marco Coti Zelati a coprire il ruolo di produttore.

## Descrizione
Il titolo dell'album fa riferimento alla generazione contemporanea, caratterizzata da una costante connessione e da un'incessante produttività, sempre online e presente.
Il tema centrale del disco è il mondo digitalizzato e il modo in cui la band ha vissuto l’evoluzione tecnologica, adattandosi ai cambiamenti. Questo aspetto viene messo a confronto con le nuove generazioni, spesso prive della consapevolezza necessaria per distinguere ciò che è opportuno condividere sui social da ciò che dovrebbe rimanere privato. L’album non si propone come una critica, ma come un’osservazione della realtà contemporanea. La band stessa riconosce di essere stata, in alcune occasioni, vittima della tecnologia, ma grazie all’esperienza acquisita è in grado di staccarsi e vivere anche al di fuori del mondo digitale. Un distacco che, invece, risulta più difficile per le nuove generazioni, cresciute con il telefono sempre in mano. Pur riconoscendo i vantaggi della tecnologia, il disco sottolinea l’importanza di ricordarsi di vivere anche al di fuori di essa.

## Singoli
L'album è stato anticipato da sei singoli pubblicati tra il 2023 e il 2025. Il primo, Never Dawn, è stato rilasciato il 15 giugno 2023. Il brano, originariamente scritto per l'espansione del gioco da tavolo Zombicide: White Death, è stato registrato prima del resto dell'album. Il 18 aprile 2024 è stato pubblicato In the Mean Time, realizzato in collaborazione con Ash Costello dei New Years Day. Il giorno successivo è stato diffuso il videoclip ufficiale, girato in Svezia il 4 marzo dal regista Patric Ullaeus, già autore dei video di Heaven's a Lie e Swamped.
Il 31 luglio 2024 è uscito Hosting the Shadow, che vede la partecipazione di Randy Blythe dei Lamb of God. Qualche mese dopo, il 2 ottobre, è stato pubblicato Oxygen, in concomitanza con l'annuncio ufficiale dell'album. Il relativo videoclip è stato diffuso il 9 ottobre ed è stato girato a Latina da Daniele Tofani, già regista dei video di Tight Rope XX e Swamped XX.
Il 9 gennaio 2025, è stata la volta di Gravity, accompagnato da un videoclip girato a Roma il 30 novembre 2024 sotto la direzione di Martina L. McLean. Infine, il 10 febbraio 2025 è stato pubblicato l'ultimo singolo, I Wish You Were Dead, seguito il 13 febbraio dall'uscita del videoclip, girato il 27 gennaio nella Chiesa di San Francesco a Capranica e diretto nuovamenteda Martina L. McLean.

## Tracce
Testi di Andrea Ferro, Cristina Scabbia, musiche di Marco Coti Zelati.
1. The Siege – 4:23
2. Oxygen – 3:44
3. Scarecrow – 4:47
4. Gravity – 4:02
5. I Wish You Were Dead – 2:51
6. Hosting the Shadow (featuring Randy Blythe dei Lamb of God) – 4:21
7. In Nomine Patris – 4:52
8. Sleepless Empire – 4:00
9. Sleep Paralysis – 5:19
10. In the Mean Time" (featuring Ash Costello dei New Years Day) – 3:33
11. Never Dawn – 4:49

## Classifiche
| Classifica (2025) | Posizione massima |
| ----------------- | ----------------- |
| Germania          | 20                |
| Scozia            | 23                |
| Italia            | 30                |